# Jean Carlos Peña
Jean Carlos Peña (24 de octubre de 1979), es un karateka venezolano ganador de la medalla de plata en kumite individual en la categoría de 65 kilos, en el campeonato mundial de karate de 1998 en Río de Janeiro, Brasil.

## Premios
- 1998: Medalla de plata en kumite individual de los hombres menores de 65 kilos campeonato mundial de karate de 1998 en Río de Janeiro, Brasil.[2]

- 2006: Quinto del mundo en 2006 en kumite individual de los hombres de menos de 70 kilos campeonato de Karate en Tampere, Finlandia.[3]

- 2009: Obtuvo la Medalla de Oro en los VII Juegos Mundiales Kaohsiung 2009 en kumite individual msculino de menos de 70 kilo.[4]

## Référencias
1. ↑  (en inglés) « Athlete Biography - Peña Jean Carlos (enlace roto disponible en Internet Archive; véase el historial, la primera versión y la última). », Rio 2007.
2. ↑  (en inglés) « World Championship 1998 Results », Fédération mondiale de karaté.
3. ↑  (en inglés) Résultats, Fédération mondiale de karaté.
4. ↑  Web Oficial de los World Games 2009 (2009). «Medals by Country» (en inglés). Archivado desde el original el 17 de enero de 2012. Consultado el 25 de agosto de 2012.

- Datos: Q959562